# Data Tutashkhia
Data Tutashkhia (en georgiano: დათა თუთაშხია) es una novela de ficción histórica y filosófica escrita por el georgiano Chabua Amirejibi en 1975. Fue traducido al inglés por Antonina W. Bouis en 1985. Es una de las novelas legibles más populares de Georgia y de los países que pertenecieron a la extinta Unión Soviética.

## Sobre la novela
La historia trata de un bandido georgiano de la Rusia Imperial, un tema muy popular dentro de la literatura georgiana, y combina emocionantes aventuras relacionadas con la literatura de Dostoievski, con el destino de un espíritu individual y nacional. La historia está narrada por un gendarme ruso, el Conde Szeged, quién frecuentemente pasa la narración hacia otros personajes. La novela narra la vida de Data Tutashkhia, quién pasa varios años eludiendo los intentos de su captura, por parte de la policía zarista. Estos son liderados por el propio primo de Data, su desinteresado e imperturbable, Mushni Zarandia. El libro, y la película basada en ella, convirtió al personaje de Tutaskhia a un héroe icónico, enormemente popular en Georgia.

## Trama y estructura
La novela está dividida en 4 partes cronológicas relacionadas con la evolución moral de su héroe, Data Tutashkhia, que curiosamente, esta siempre narrada desde la perspectiva de múltiples personajes desde el pasado del protagonista. Es un hombre que desde el día que nació, no ha podido soportar cualquier acto de maldad e injusticia. Apenas comienza la historia, nos enteramos de que fue declarado culpable por un homicidio accidental, en que ¡hasta su propia víctima lo perdonó por ello!. Este incidente dará paso al comienzo de su vida como figitivo, huyendo constantemente de la justicia, que intenta capturarlo de manera desesperada. A través de la novela, viaja de un lugar a otro, recordando aquel incidente, y luchando sobre como remediarlo. En la primera parte de la novela, Tutashkhia intentos de ayudar a los más necestados con un escaso éxito, ya que el individuo (extrañamente) continúa que le hagan daño (como es el caso de un pésimo jugador de las cartas que permite que lo sigan engañando con cartas trucadas); o los heridos e insultados que, una vez rescatados por Data, comienzan a herirse e insultarse entre ellos mismo (como fue el caso de un matrimonio a quién Tutashkhia les ayudó para que se pudieran comprar una vaca). Uno de los relatos más excelentes y memorables de la historia, fue el caso de los pacientes de un hospital, en el que Data comparó las ratas criadas como caníbales por uno de los residentes.
En la segunda parte de la novela, Data se siente triste por sus experiencias pasadas, por lo que decide no intervenir en lo absoluto en problemas sociales a no ser que tuviera la certeza absoluta de que sus acciones le traerían buenas consecuencias. Su nueva estrategia solo condujo a que la gente olvidara todas sus buenas acciones del pasados pasado, y lo empiezan a criticar por su total ''indiferencia''.
En la tercera parte de la novela, Tutashkhia, que en este punto se da por vencido, intenta mezclarse con la sociedad para determinarse por su mismo un significado y rumbo para la vida. Se unió a la compañía de un abogado y misteriosa una mujer y su pequeño grupo participa en varias discusiones filosóficas mientras están bebiendo (¡el cual fue y es un pasatiempo nacional en Georgia!). Esta parte de la historia es a la vez interesante, en relación con los debates filosóficos, y al suspenso. El clímax del segmento, fue la cena en la casa del abogado (con su misterioso huésped), tenía la particularidad de estar bien redactado y con alto suspenso.
En la sección próxima de la novela, Tutashkhia decide que el mal sólo puede ser derrotado por la fuerza. Aquí,  aprendemos más sobre su primo, quién ese período, es uno de los ''mejores y más brillantes'' gendarmes del Imperio ruso. Completamente 'dedicado' a su trabajo e ''imparcial'', él celosamente supervisa un programa para librar a la región de ''peligrosos'' forajidos, mostrando a su primo como modo de ejemplo. Es a partir de aquí en el que nos damos cuenta sobre cual de los hermanos es un peligro para la sociedad y del régimen zarista.
Hacia las últimas páginas del libro,  Tutashkhia decide finalmente por sí mismo, con base en todas sus experiencias del pasado, que la mejor manera de eliminar la maldad del mundo es haciendo el bien. En esta parte de la novela presenta un emocionante final, así como el enfrentamiento final entre Data y su familia.